# 先進統一党
先進統一党（せんしんとういつとう、韓国語: 선진통일당）は、かつて存在した韓国の政党。略称は統一党。 

## 沿革

### 党結成と18代総選挙

自由先進党時代のロゴ（2008年 - 2012年）

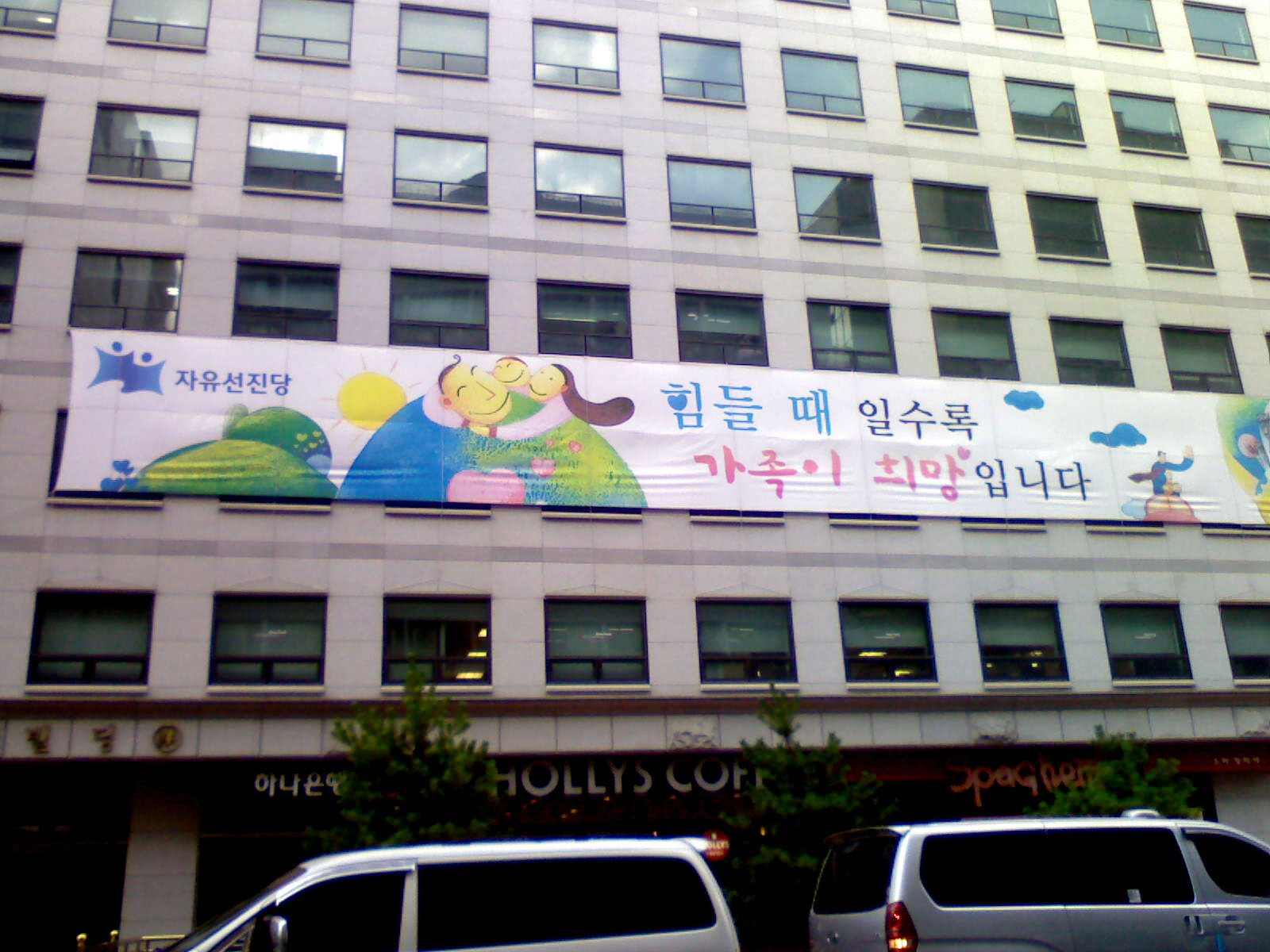
自由先進党時代の中央党舎（2009年7月16日撮影）

2007年12月19日に行われた第17代大統領選挙にハンナラ党を離党し、無所属で出馬して落選した李会昌を中心に2008年2月1日に結成され、同年2月12日に国民中心党と合併。総裁に李会昌、代表に前忠清南道知事で国民中心党代表の沈大平が就任した。
当初予定されていた党名は｢自由新党｣であったが、自由新党では、略称が大統合民主新党と同じ「新党」になってしまい混乱を招くことと、100年政党をめざす党として、｢新党｣と言う名称はふさわしくないと言う理由から｢自由先進党｣になった。
4月9日に行なわれた第18代総選挙では支持基盤としている忠清南道を中心に支持を伸ばし、18議席を獲得したものの、目標としていた院内交渉団体資格の20議席には届かなかった。

### 「先進と創造の集まり」の結成と解散
第18代国会開催を目前にした、5月23日に創造韓国党の文国現代表と李総裁が国会内で会合を持ち、｢先進党と創造韓国党は大運河阻止、権益主権と国民の健康権確保が前提の米国産牛肉輸入、中小企業活性化を目指し共同努力することで意をまとめ、交渉団体を共同構成することにした」と合意文を発表し、両党で院内交渉団体を構成することに合意した。先進党は両党の統合も模索したが、創造韓国党側は難色を示した。｢正統保守｣を自認する先進党と、｢創造的な進歩」（中道左派）を模索する創造韓国党が、院内交渉団体を構成するために手を組んだことに対して原則の無い離合集散との批判もあったが8月6日、先進党と創造韓国党は共同院内交渉団体構成に正式合意し、「先進と創造の集まり｣を旗揚げすることになった。
しかし2009年8月30日に、沈代表が李総裁の党運営に対する不満を理由として先進党を離党し、翌日の9月1日に交渉団体脱退書を国会事務所に提出したことで、院内交渉団体を構成するために必要な20議席に達しなくなったため、先進と創造の集まりは交渉団体の地位を喪失し解散した。
沈代表の離党で先進党は結党以来最大の危機を迎えることになり、来年行われる統一地方選挙の行方にも大きな影響を与えることも予想された。
その後、2010年3月25日に沈氏は新たに「国民中心連合」（略称：国民連）を結成した。
2010年3月17日に全党大会が開かれ、李会昌が代表に選出されたのち、総裁職を廃止して代表に党権限を一元化することが決定した。

### 全国同時地方選敗北
6月2日に行なわれた第5回全国同時地方選挙で先進党は、広域自治団体長3名、広域議会地域区78名など合計で427名の候補者を擁立して選挙戦を戦った。しかし、党の強固な地盤である忠清南道の知事選挙において民主党の安熙正候補に敗北、大田広域市長選挙のみの勝利に留まるなど、先進党にとっては厳しい選挙結果となった。この結果を受け李代表は6月8日、敗北の責任を取って党代表を辞任することを表明したが、「世宗市建設計画の国会採決を控えている状況下で、代表職を空席にしておくわけにはいかない」として6月17日に党務に復帰することを表明した。
2011年8月31日、先進党は国民連と9月末までに統合し、沈大平国民連代表が統合新党の代表を務めることで国民連と合意。また未来希望連帯と連携して共同で院内交渉団体を構成する案も浮上した。10月10日、先進党と国民連の統合作業が完了し、統合政党としての「自由先進党」が発足した。そして代表には国民連代表であった沈大平が推戴された。

### 19代総選挙での敗北
2012年4月11日に行われる第19代総選挙を前に、党所属議員の離党及び12月16日に結成された民主統合党への入党が相次いでいることに関連し、沈代表は1月4日に行われた新聞社のインタビューで「脱党は忠清を揺さぶる民主統合党の工作である」と民主統合党を批判した。
選挙では、与党セヌリ党と最大野党である民主統合党との争いに埋没、地盤とする忠清道でもセヌリ党に議席を奪われ、選挙前議席（14議席）を半分以上も下回る5議席を得るに留まった。自身も落選した沈代表は投票日翌日の4月12日、選挙で先進党が惨敗した責任を取り、党代表を辞任することを表明した。4月16日、党指導部と中央党職者は一括辞任し、非常対策委員会体制へと移行することを決定し、委員長には李仁済が就任した。また5月中に全党大会を開催して新代表を選出することも併せて決められた。

### 党名改称
5月22日に行われた非常対策委員会の全体会議で、新しい党名を「先進統一党」（略称：統一党）とすることを決定した。5月29日に開催された全党大会で党憲・党規改正案が承認され、正式に党名を「先進統一党」に改称し、初代代表に李仁済を選出した。しかし全大前の5月20日、党の有力者である李会昌前代表が先進党を離党したことで忠清道地域における地位の低下を指摘する声もあった。
8月30日、統一党所属国会議員1名と兪漢植世宗特別自治市市長が、同党からの離党とセヌリ党への入党を公式宣言した。これにより統一党の国会議員は5名から4名に減少することになった。
12月19日に行われる第18代大統領選挙を前にした10月25日、セヌリ党との合併を公式宣言した。合併はセヌリ党が統一党を吸収合併する形で行われ、10月30日の党務会議で合併案を正式決定、11月16日の中央選挙管理委員会への申告によって合併手続きは全て完了し、4年余りの歴史に幕を閉じた。

## 党指導部
| 代表 대표         | 李仁済（이인제）             |
| 院内代表 원내대표 | ソン・ワンジュ（성완종）     |
| 最高委員 최고위원 | キム・ヨンジュ（김영주）     |
| 最高委員 최고위원 | ソン・ジョンファン（송종환） |
| 最高委員 최고위원 | パク・サンドン（박상돈）     |
| 最高委員 최고위원 | ホン・ピョグン（홍표근）     |
| 最高委員 최고위원 | ホ・スン（허 증）            |

出典：“구성원（構成員）”.   先進統一党. 2012年10月26日閲覧。

## 政策
政綱・政策
第1条：法秩序の確立
第2条：小さな政府
第3条：画期的分権
第4条：果敢な開放
第5条：公教育革新
第6条：親環境社会
第7条：持続可能な福祉
第8条：共同体を通じた信頼構築
第9条：南北関係再確立
第10条：韓·米同盟と外交チャンネル
出典：公式ホームページの“HOME > 자유선진당소개（自由先進党紹介）>당헌（党憲）·당규（党規）”

## 年表
- 2007年
  - 12月9日．李會昌氏、テレビ演説で新党結成を表明
- 2008年
  - 1月10日．自由新党（仮称）設立発起人大会
  - 2月1日．自由先進党、正式に結成
  - 2月12日．国民中心党との合併を宣言
  - 4月9日．第18代総選挙、忠清南道地域を中心に18議席（地域区14議席／比例区4議席）を獲得[23]
  - 5月23日．創造韓国党と共同で院内交渉団体を構成することで合意[24]。
  - 8月6日．創造韓国党との共同院内交渉団体「先進と創造の集まり」（先進18名＋創造韓国2名、計20名）正式に結成[25]。
  - 10月29日．地方自治体首長・議員の再補選。先進党、地盤である忠清南道を中心に、基礎団体長1名、基礎団体議会議員2名が当選[26]
- 2009年
  - 8月31日：沈太平代表が先進党離党を表明、翌9月1日に交渉団体「先進と創造の集まり」からの脱退届けを国会事務所に提出。「先進と創造の集まり」は院内交渉団体の資格を失うことになった。
- 2010年
  - 6月2日：第5回全国同時地方選挙。広域自治団体長選挙は大田広域市の1名、広域議会選挙地域区は38名が當選、など合計で172名の当選にとどまる。
  - 6月8日：李会昌代表、党代表辞任を表明。
  - 6月17日：李代表、党務への復帰を表明。
- 2011年　
  - 5月9日：李代表、党代表を退く意思を表明[27]。
  - 8月31日：先進党と国民連が統合することで合意。
  - 10月10日：先進党と国民連の統合作業完了、自由先進党の代表に沈大平が選出
- 2012年
  - 4月11日：第19代総選挙。地盤の忠清道で敗北するなど5議席の獲得に留まる。
  - 4月12日：沈大平代表、総選挙惨敗の責任を取って代表辞任を表明。
  - 4月16日：党指導部と中央党職者が一括辞任。李仁済を委員長とする非常対策委員会体制に移行。
  - 5月20日：李会昌前代表、全党大会前に先進党を離党する意思を表明。
  - 5月22日：非常対策委員会の全体会議で、新しい党名を「先進統一党」（統一党）とすることを決定。
  - 5月29日：全党大会。党名を「先進統一党」に改称、初代代表に李仁済を選出。
  - 8月30日：李ミョンス議員と兪漢植世宗特別自治市市長が離党。セヌリ党への入党を表明。
  - 10月25日：セヌリ党との合併を公式宣言。
  - 10月30日：党務会議で合併案を正式決定
  - 11月16日：セヌリ党と正式に合併。

## 選挙における成績
| 年月日        | 総選挙       | 議席数 | 議席数 | 議席数    | 得票率 (比例代表) |
| 年月日        | 総選挙       | 合計   | 地域区 | 比例 代表 | 得票率 (比例代表) |
| ------------- | ------------ | ------ | ------ | --------- | ----------------- |
| 2008年4月9日  | 第18代総選挙 | 18     | 14     | 4         | 6.84％            |
| 2012年4月11日 | 第19代総選挙 | 5      | 3      | 2         | 3.23%             |